# Душа света
Душа света или дух света (грч. ψυχή κόσμου; лат. anima mundi, anima orbis) је космолошко учење о постојању душе света. Појам су прво употребили Питагорејци и Платон (у Тимеју) у значењу целокупни живот света уколико се свет схвати као организам, односно свеукупни свет као живи организам. Стоици су дух света изједначили са божанством, а касније се јавља у многим системима као свет као живи организам, код Плотина, Шелинга, итд.
Баш као што човек има душу, односно духовни принцип у себи, тако неки филозофи и свемиру приписују духовни принцип, који обликује догађања чија се разложност не може протумачити само природним силама.
Схватање да је све што постоји душевно, одуховљено, назива се панпсихизам и супротно је материјалистичком схватању свемира.

## Схватања
Учење о души света из древне грчке космологије, преко питагорејства, доспева у античку грчку филозофију. Представу о одуховљеној природи или души света налазимо код јонских мислилаца, питагорејаца, Платона, Аристотела, стоичара, Плотина, па на известан начин и код Демокрита и Епикура у облику најфинијих атома који дају живот. Платон у Тимеју даје прво систематско тумачење душе света као онтолошког принципа који оживљава свет. Аристотел идеју о души света замењује учењем о непокренутом покретачу.
Стоици су осећали да је све повезано општим складом (симпатхеа тон холон), који происходи из јединства ствари у пнеуми (дух, дах). За њих је пнеума (светска душа или дух) активна и покретачка сила свемира, божански принцип и космичка интелигенција у којој учествује и индивидуална људска душа.
За Плотина је свемир јединствено биће којим влада светска симпатија (симпатхеиа), суосјећај који међусобно прожима и повезује све. То значи да се свако деловање, ма где било, осећа и преноси и на друге делове свемира. Душа света прожима читав свемир а уједно је и извор настанка свих појединачних душа. Она је за Плотина трећа хипостаза која производи живот свих ствари, уређује их и њима влада. Из светске душе произлази и њена еманација (исијавање) те је свемир симпатички организам у ком владају јединствен склад и поредак.
Ренесансни филозофи сматрају да је душа света универзална и оживљујућа форма бића, унутрашњи активни принцип свега живог. Шелинг у визији светске душе подразумева оно што повезује органски и неоргански свет и уједињује целокупну природу у један свеобухватни организам. Неки савремени космолози сматрају да преко живог света, односно човека, свемир долази до „свести о себи“. У новије време теорије о души света делимично долазе до изражаја у Гаја хипотези.